# 福田屋百貨店
株式会社福田屋百貨店（ふくだやひゃっかてん）は、栃木県内において複数の郊外型百貨店やショッピングセンターを運営している企業。
運営企業および店舗の名称において「百貨店」を名乗っているが、日本百貨店協会非加盟であることから「全国百貨店共通商品券」は使用できない。なお、日本チェーンストア協会や日本ショッピングセンター協会には加盟している。

## 概要
1934年（昭和9年）7月に福田直次郎が宇都宮市で開業した洋服店を発祥とする地場百貨店である。ただし、百貨店協会に加盟しておらず、店舗形態も古くからの百貨店から大型ショッピングセンターに転換している。
ショッピングプラザ宇都宮店は米国のショッピングセンターをモデルとした「車社会対応型百貨店」としている。福田屋は福田屋百貨店宇都宮店として市街地に店舗を持っていたが、モータリゼーションの進行に対応するため、大規模小売店舗法の大幅な規制緩和を受けバブル景気の前に購入した郊外の土地へ移転した。
2003年（平成15年）には北関東自動車道宇都宮上三川インターチェンジと新4号国道が交わる交通の要衝インターパーク宇都宮南に「FKDショッピングモール宇都宮インターパーク店」、2005年（平成17年）にはその隣接地に専門店モール「インターパークショッピングビレッジ（IPSビレッジ）」、2008年（平成20年）に「インターパークショッピングスタジアム（IPSスタジアム）」を出店し、北関東最大規模の商業施設「インターパークFKDタウン」として機能している。
福田屋は宇都宮店、インターパーク店、鹿沼店のほか栃木店、真岡店を運営していたが、インターパーク3施設への設備投資が重荷となったことや2008年秋のリーマン・ショック以降の売り上げ減少の影響による赤字により、開店当初から不採算であった栃木店と、インターパーク開業により自社競合し売上が減少していた真岡店の2店舗を2011年（平成23年）に閉店している。

### アダストリアとの関係
宇都宮店及びFKDショッピングモールに「GLOBAL WORK」などを出店している企業アダストリアの専務取締役・福田泰己によると、茨城県の農家だった福田家の次男（直次郎）が設立した企業が当社、三男が設立したのがアダストリアとされる。因みに、同社の前身も創業当初は同じく「福田屋」を名乗っていた。

## 店舗
- 福田屋ショッピングプラザ宇都宮店（宇都宮市今泉町）
- インターパークFKDタウン
  - FKDショッピングモール宇都宮インターパーク店（宇都宮市インターパーク六丁目）
  - インターパークショッピングビレッジ（宇都宮市インターパーク四丁目）
  - インターパークショッピングスタジアム（宇都宮市インターパーク四丁目）
  - インターパークステージ（宇都宮市インターパーク四丁目）
- 福田屋鹿沼店：（FKDも含めて）福田屋グループ内で最長寿の店舗である（2011年8月からは唯一の非FKDブランド店舗となった）。

### 過去の店舗

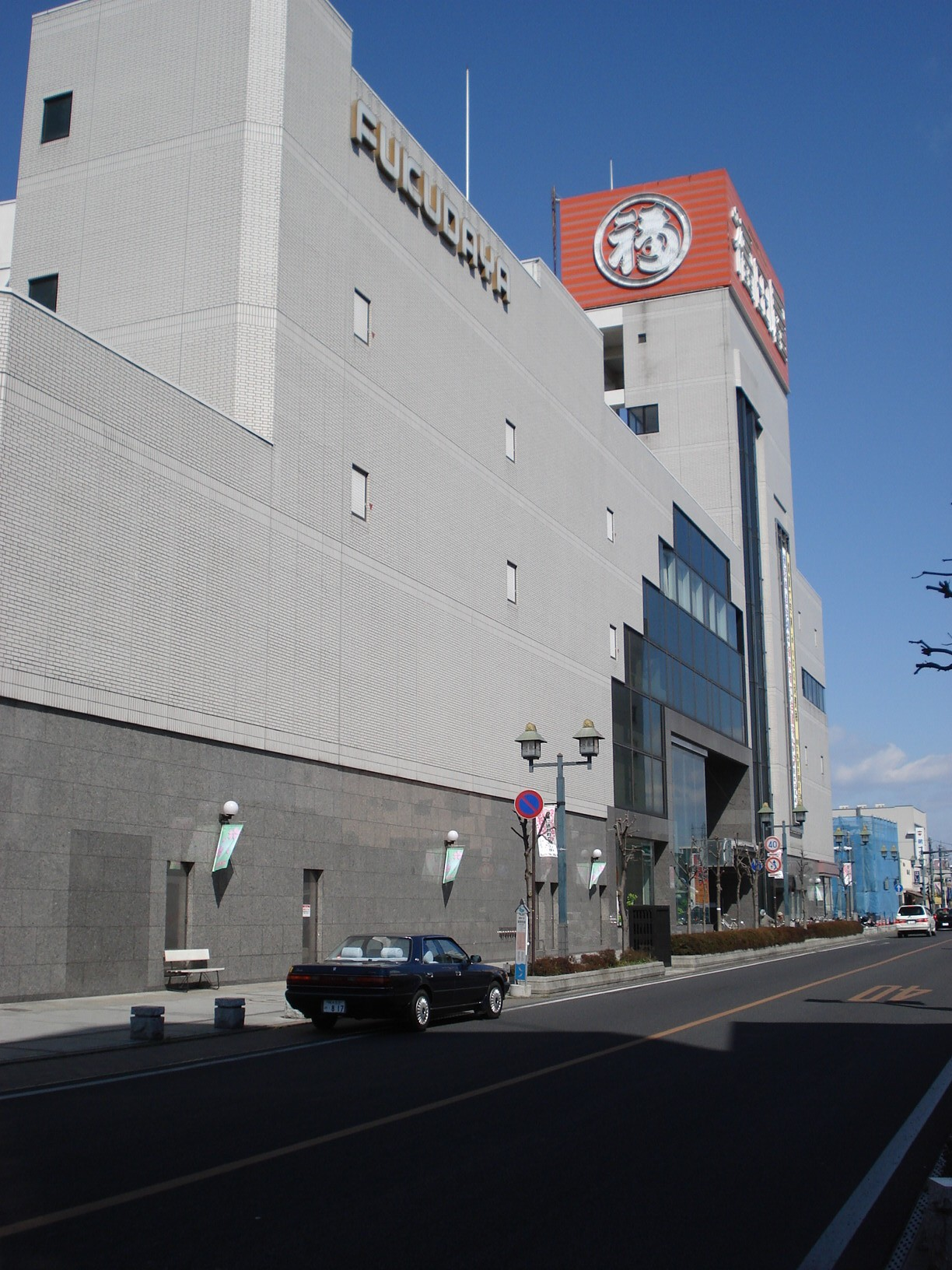
福田屋百貨店栃木店（2011年2月閉店）
現：栃木市役所、東武宇都宮百貨店栃木市役所店

- 福田屋洋品店：創業地。1962年（昭和37年）2月に大通り沿いの新店舗に移転した。
- 福田屋百貨店宇都宮店：宇都宮市馬場通り二丁目1-1[1]
  - 1962年（昭和37年）2月に開店[1]。1994年（平成6年）10月に「福田屋ショッピングプラザ宇都宮店」に移転し、同年11月より一時的にテナントビル「福田屋イベントセンター」（1 - 2階のみ）を開店したが[7][8]、1995年（平成7年）に閉鎖。
  - 土地と建物は東京生命保険に売却・解体。当地には「東京生命宇都宮ビル」が落成（現・メットライフ宇都宮スクエア（旧NMF宇都宮ビル）。
- EFF（エフ） - 1987年（昭和62年）11月開店[7][8] - 1995年（平成7年）1月閉店[要出典]
  - DCブランド中心のファッションビル[7][8]。丸井宇都宮店が入居していた「中村第一ビル」内の1階から4階に入居。「福田屋ショッピングプラザ宇都宮店」への一本化などに伴い[7][8]、1995年（平成7年）1月閉店[要出典]。
- 福田屋百貨店栃木店：栃木市。1990年（平成2年）に開店し、2011年（平成23年）2月27日に閉店した。
  - 建物は栃木市に無償譲渡（土地の一部は借地）され、改修後の2014年2月10日に栃木市役所本庁舎となる。1階フロアには2014年3月16日に東武宇都宮百貨店がテナントとして入居し、食料品に特化した店舗を開業[9]。
- 福田屋百貨店真岡店：真岡市[1]台町4146番地1
  - 1976年（昭和51年）11月開店[1]、2011年（平成23年）8月28日に閉店。跡地は更地化した上で地元の娯楽施設運営「南大門グループ」に売却。

## 沿革
- 1934年（昭和9年）7月 - 福田直次郎が宇都宮市で洋服店開業[1]。
- 1948年（昭和23年）10月1日 - 有限会社福田屋洋品店を設立して法人化[1]。紳士洋品、婦人洋品と婦人服地部門を加える。
- 1952年（昭和27年）11月 - 株式会社福田屋洋服店に改組[1]。衣料総合店となる。
- 1960年（昭和35年）11月 - 福田不動産株式会社を設立
- 1961年（昭和36年）12月 - 株式会社フクダヤ百貨店に社名変更
- 1962年（昭和37年）2月 - 宇都宮市馬場通り二丁目1-1に百貨店法による百貨店（旧・福田屋百貨店宇都宮店）を開店[1]。
- 1966年（昭和41年）5月 - 株式会社フクダヤチェーンを発足、フクダヤストアーの名称で同百貨店に隣接して営業開始
- 1967年（昭和42年）7月 - 株式会社福田屋百貨店に社名変更
- 1970年（昭和45年）9月10日 - 宇都宮店が増床工事中の火災により全焼、約半年間休業する。
- 1971年（昭和46年）3月 - 宇都宮店を増床・改築開店[1]（売場面積：約10,000平方メートル）
- 1974年（昭和49年）4月 - 流通センター・総合食品工場の稼動開始（現在の本社所在地）
- 1976年（昭和51年）11月 - 真岡福田屋ショッピングタウン（真岡店）開店[1]
- 1987年（昭和62年）
  - 9月 - 真岡市郊外にスーパーマーケット「フクダヤマート」を開店（既に閉店／跡地はカワチ薬品真岡西新店）
  - 11月 - DCブランド専門店「EFF（エフ）」を宇都宮市池上町（中村第一ビル1～4階フロア／丸井宇都宮店跡）に開店[7][8]
- 1989年（平成元年）
  - 4月 - 鹿沼店 開店[1]
  - 12月 - 宇都宮市本町に居酒屋「味喜多」、健康サウナ「カラカラ」を開店
- 1990年（平成2年）
  - 9月 -  物流センターを鹿沼市流通センターに移設
  - 11月 - 栃木店 開店
- 1992年（平成4年）
  - 3月 - 福田屋不動産株式会社を吸収合併
  - 4月 - 宇都宮店（宇都宮市馬場通り）を改築オープン
- 1994年（平成6年）
  - 3月 - 株式会社フクダヤチェーンを吸収合併
  - 10月13日 - 宇都宮市今泉町に「福田屋ショッピングプラザ宇都宮店」を開店（旧宇都宮店とEFF店を併合移転、売場面積：17,000平方メートル／登記上の名称は「福田屋百貨店今泉店」）
  - 11月 - 旧宇都宮店を業態変更「福田屋イベントセンター」開店（翌年に閉鎖）[7][8]
- 1996年（平成8年）7月 - 真岡店増築・増床オープン
- 1998年（平成10年）
  - 3月 - 宇都宮店増床オープン（売場面積30,000平方メートル台になる、店内にサウスサイドファッションワールドなどを展開）
  - 11月 - 鹿沼店増床オープン
- 2000年（平成12年）　全国都市緑化フェア「マロニエとちぎ緑花祭2000」壬生会場・宇都宮会場内に出店
- 2001年（平成13年）
  - 1月 - 上野百貨店倒産に伴い、作新学院指定制服の全取扱を開始（以前は男子のみ）
  - 1月25日 - 宇都宮店第2期増築・増床オープン（売場面積が40,500平方メートルとなり東武を抜いて県内最大となる、店内に北関東1号店のスターバックスFKD宇都宮店などが開店）
- 2003年（平成15年）
  - 7月21日 - 宇都宮市中島町（現・インターパーク六丁目／商業流通団地「インターパーク宇都宮南」内）に「FKDショッピングモール宇都宮インターパーク店」を開店（売場面積41,500平方メートル、当時の県内最大）
  - 11月 - 宇都宮インターパーク店敷地内に県内初のシネマコンプレックス「MOVIX宇都宮」オープン
- 2005年（平成17年）11月23日 - 宇都宮インターパーク店第2期計画の専門店モール「インターパークショッピングビレッジ（IPSビレッジ）」オープン
- 2008年（平成20年）
  - 3月20日 - 宇都宮インターパーク店第3期計画「インターパークショッピングスタジアム」一部先行オープン（ZARA宇都宮インターパーク店 他）
  - 10月 - 「インターパークショッピングスタジアム（IPSスタジアム）」グランドオープン
  - 10月 - 「IPSスポーツクラブ」オープン（運営委託／コナミスポーツ（現・コナミスポーツクラブ））
- 2011年（平成23年）
  - 2月27日 - 栃木店 閉店
  - 3月11日 - 東日本大震災発生で真岡店が被災（4月5日まで臨時休業）
  - 4月6日 - 真岡店、1階食料品売場のみ営業再開（食料品以外は北側駐車場特設テントにて特別セール実施）
  - 5月 - 真岡店、1階全売場営業再開
  - 6月 - 真岡店、2階営業再開（3階は再開せず）
  - 8月28日 - 真岡店 閉店
  - 10月14日 - 「インターパークショッピングスタジアム」大規模リニューアル（テナント主体の運営に切り替え／ユニクロインターパークスタジアム店オープン）
- 2012年（平成24年）10月 - IPSスポーツクラブの運営委託先をコナミスポーツ&ライフからスポーツアカデミー（現・フージャース ウェルネス＆スポーツ）に変更
- 2013年（平成25年）12月1日 - インターパークショッピングスタジアム西側に「IPSステージ（インターパークステージ）」オープン（H&M宇都宮インターパーク店、スターバックスインターパークステージ店）

## 食品スーパー事業
百貨店内の食料品売場としてスーパーマーケット事業を行っており、CGCグループに加盟している。かつては子会社の「フクダヤチェーン」が真岡市郊外に食品スーパーを単独で出店していたが、現在は撤退。フクダヤチェーンも本体に吸収され消滅した。

## ラジオ提供番組
- 「FKDインターパーク店金曜週末情報館」栃木放送、茨城放送 - 金曜 10:30 - 10:40